# Godwin del Wessex
Godwin, conte di Wessex (990 – 15 aprile 1053), è stato un nobile anglosassone, molto vicino al re Canuto il Grande, fu da lui creato Conte di Wessex. Dei suoi figli, uno divenne Re con il nome di Aroldo II d'Inghilterra e un'altra, Edith del Wessex, sposò Edoardo il Confessore. Fu il fondatore della dinastia omonima.

## Biografia
Le origini famigliari di Godwin sono dubbie e si presume che fosse il figlio di un piccolo nobile del Sussex, forse Wulfnoth Cild. Vissuto in un'epoca in cui l'Inghilterra era terra di conquista seppe destreggiarsi piuttosto bene, studiando con cura le proprie alleanze. Nel 1016 il regno era dilaniato dalla lotta fra Edmondo II d'Inghilterra e suo padre Etelredo II detto l'Impreparato, e il re danese Canuto il Grande ne approfittò per invadere il paese. Godwin era alleato di Edmondo, ma, quando questi morì alla fine del 1016 tutte le sue terre passarono nelle mani di Canuto il Grande (in ottemperanza a un accordo di pace stipulato precedentemente) e Godwin offrì immediatamente lealtà al nuovo sovrano di cui divenne un fidato consigliere, tanto che nel 1019 venne creato conte di Wessex.
Il paese visse in relativa pace fino al 1035 anno in cui Canuto il Grande morì facendo scatenare una guerra per la successione fra i diversi pretendenti. Il legittimo pretendente era Canuto l'Ardito, figlio del vecchio re e della moglie Emma di Normandia, tuttavia questi non poteva lasciare la Danimarca, dovendo tenere a bada i Norvegesi che tentavano un'invasione. Si fece avanti dunque un figlio illegittimo di Canuto il Grande, Aroldo I d'Inghilterra, che venne appoggiato da molti nobili, che provvide a combattere e a catturare Alfredo Etheling, figlio di Emma di Normandia e del suo primo marito Etelredo II.
Nel 1040 Aroldo I d'Inghilterra morì ed il suo posto venne preso dal fratellastro Canuto l'Ardito; questi tuttavia regnò per poco: due anni dopo morì improvvisamente ponendo fine al dominio danese sui territori britannici. A quel punto venne incoronato Edoardo il Confessore, altro figlio di Etelredo II ed Emma di Normandia. Godwin servì Edoardo così come aveva servito gli altri sovrani; nonostante il conte di Wessex avesse catturato e forse ucciso suo fratello Alfredo, re Edoardo acconsentì a sposare nel 1045 Edith del Wessex, unica figlia di Godwin. Edoardo aveva passato gran parte della vita in Normandia e quando si insediò al trono il seguito normanno che si era portato dietro acquisì parecchio potere.
Questo infastidì i nobili e quando, attorno al 1050, vi fu uno scontro a Dover fra gli Inglesi ed Eustachio II di Boulogne il re ordinò a Godwin di punire gli insorti, ma questi rifiutò. Il re non accolse bene questo rifiuto ed esiliò Godwin e i suoi figli, confiscando loro beni e terre. Un anno dopo Godwin fece tuttavia ritorno in patria insieme a una piccola flotta di navi e ad un nutrito gruppo di uomini: le sue azioni di guerriglia furono efficaci tanto che Edoardo il Confessore gli concesse il ritorno con il ripristino delle terre e dei titoli. La rinnovata prosperità tuttavia durò poco: nella primavera del 1053 Godwin morì improvvisamente mentre si trovava a un banchetto a corte.

## Matrimonio e figli
Dalla moglie Gytha Thorkelsdaettir Godwin ebbe:
- Sweyn Godwinson conte dell'Herefordshire (morto nel 1052), che ad un certo punto si dichiarò, vanamente, figlio illegittimo di Canuto il Grande per poter aspirare alla corona;
- Aroldo II d'Inghilterra (1022 circa - 14 ottobre 1066);
- Tostig del Wessex, conte di Northumbria (1026 circa - 25 settembre 1066);
- Edith del Wessex (morta il 19 dicembre 1075), regina consorte di Edoardo il Confessore;
- Gyrth Godwinson (1035-14 ottobre 1066);
- Leofwine Godwinson, conte del Kent (1035 circa - 14 ottobre 1066);
- Wulfnoth Godwinson (1040 - 1094 circa);
- Alfgar, forse monaco a Reims;
- Edgiva;
- Elgiva († 1066 circa);
- Gunhilda, suora († 24 agosto 1087).